# Дан заљубљених (филм)
Дан заљубљених (енгл. Valentine's Day) је амерички играни филм из 2010. који је режирао Гари Маршал. У главним улогама се појављују Ештон Кучер, Џулија Робертс, Џенифер Гарнер, Ен Хатавеј и Џесика Бил. 

## Радња
Гари Маршал (редитељ филмова Згодна жена и Одбегла млада) је ангажовао у свом филму тренутно највеће звезде Холивуда. Прича филма прати десеторо људи из Лос Анђелеса. чији се животи преплићу пред празник љубави (дан светога Валентина). Они се мире и раскидају услед ишчекивања које са собом носи тај празник. 
- Власник цвећаре Рид запроси своју девојку Морли.
- Џулија, најбоља Ридова другарица, забавља се са Харисоном за кога се сплетом околности испоставља да је ожењен.
- Лиз, пословна асистенткиња, ради у највећој агенцији за проналажење талената у граду и виђа се са Џејсоном.
- Џулијина мајка Естел је срећна пензионерка која открива своју аферу мужу Едгару.
- Кара, публициста је сама, без икога са ким би провела Дан заљубљених...

## Улоге
| Глумац         | Улога                  |
| -------------- | ---------------------- |
| Ештон Кучер    | Рид Бенет              |
| Џенифер Гарнер | Џулија Фицпатрик       |
| Џесика Алба    | Морли Кларксон         |
| Ен Хатавеј     | Лиз Корин              |
| Џесика Бил     | Кара                   |
| Џејми Фокс     | Келвин Мур             |
| Ширли Маклејн  | Естел                  |
| Бредли Купер   | Холден                 |
| Патрик Демпси  | доктор Харисон Копланд |
| Џулија Робертс | Кејт                   |

## Критика о филму
Филм је примљен негативно од стране критичара, који су га оценили ниском оценом, сматрајући да жели да угоди гледаоцима коришћењем превише клишеа.